# Marx (Ostfriesland)

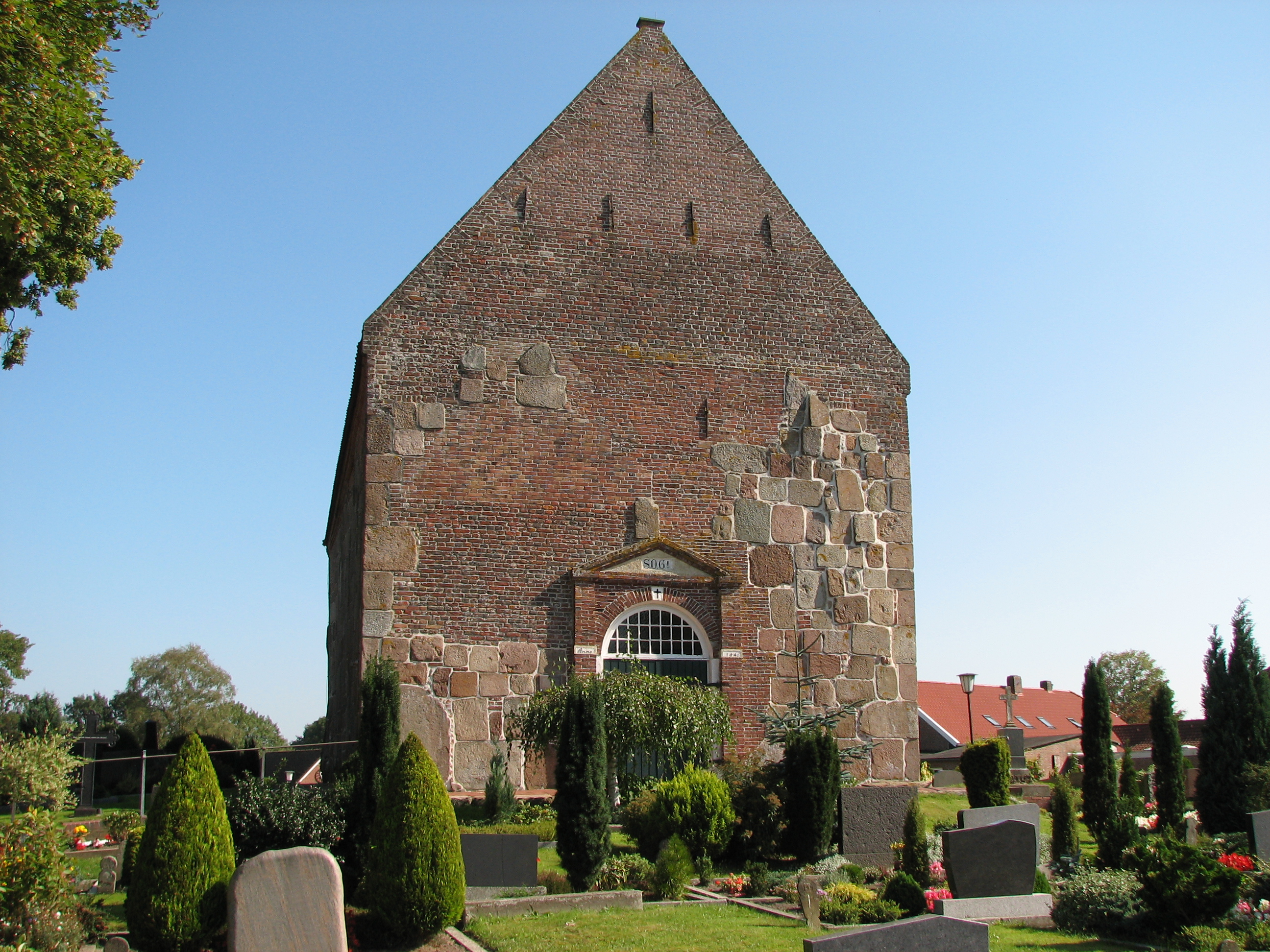
St.-Marcus-Kirche

Marx ist eine Ortschaft in Ostfriesland. Die Ortschaft besitzt eine Fläche von 33,38 km² und gehört zur Gemeinde Friedeburg im Landkreis Wittmund. Sie ist gleichzeitig die flächenmäßig größte Ortschaft der Gemeinde Friedeburg.

## Geschichte
Marx wurde bereits im Jahre 1435 als Markese erwähnt.
Zu den historischen Zeugnissen zählen die St.-Marcus-Kirche aus dem 12. Jahrhundert, Steinsetzungen des friesischen Heerweges, Steinreste des um 1300 gegründeten Klosters Hopels im gleichnamigen Staatsforst und der Fundort einer über 1.600 Jahre alten Moorleiche im Hilgenmoor.
Am 1. Juli 1972 schlossen sich zuvor die ehemaligen Gemeinden Abickhafe, Dose, Hoheesche und Reepsholt zur Gemeinde Reepsholt zusammen. Im Zuge der Kommunalreform am 16. August 1972 wurde aus den bisherigen Gemeinden Bentstreek, Etzel, Friedeburg, Hesel, Horsten, Marx, Reepsholt, Wiesede und Wiesedermeer die Gemeinde Friedeburg gebildet.
Der Ort ist ländlich geprägt. Es gibt einen Segelflugplatz, einen Modellflugplatz und einen Pfadfinderhof. Beim Ortsteil Barge befindet sich das Naturschutzgebiet Schwarzes Meer. Neben der Kirche ist noch ein Gulfhof als Baudenkmal ausgewiesen.